# تونل‌های نوار غزه
شبکه گسترده‌ای از تونل‌ها که برای جنگ ودریافت سلاح ومنابع در محاصره استفاده می‌شود که  در زیر نوار غزه وجود دارد. شبکه تونل‌های زیرزمینی به حماس و دیگر گروه‌های شبه نظامی اجازه می‌دهد تا سلاح‌ها را ذخیره و محافظت کنند،  همچنین جمع‌آوری و در زیر زمین حرکت کنند، ارتباط برقرار کنند، آموزش ببینند، حملات تهاجمی را انجام دهند، گروگان‌ها را منتقل کنند و بدون اینکه توسط مقامات اسرائیلی یا مصری شناسایی شوند، عقب‌نشینی کنند. این شبکه از تونل‌ها در زبان عامیانه متروی غزه نامیده می‌شود.

## اندازه و ابعاد شبکه تونل
اندازه و ابعاد کلی شبکه تونل در نوار غزه ناشناخته است و همه طرف های درگیر جزئیات را مخفی نگه می دارند. اسماعیل هنیه، نخست‌وزیر سابق تشکیلات خودگردان فلسطین در سال ۲۰۱۶ نشان داد که شبکه تونل اندازه شبکه تونل Củ Chi ساخته شده توسط جبهه آزادیبخش ملی ویتنام در چارچوب جنگ ویتنام را دو برابر کرده‌است. دانیل روبینشتاین با استناد به یک جلسه توجیهی خصوصی در فوریه ۲۰۱۵ نوشت که اسرائیل ۱۰۰ کیلومتر (۶۲ مایل) تونل در طول جنگ غزه در سال ۲۰۱۴ کشف کرد که یک سوم آن به خاک اسرائیل نفوذ کرد. الکس فیشمن از Ynet نیز همین رقم را در سال ۲۰۱۷ گزارش کرد. خبرنگار هاآرتس، یانیو کوبوویچ، در ژوئن ۲۰۲۱ گزارش داد که حماس «صدها کیلومتر تونل به طول و عرض نوار غزه» را پس از آسیب دیدن برخی از آنها در جریان عملیات نگهبان دیوارها ساخته‌است.به گفته افسر نظامی ایرانی حسن حسن زاده که فرماندهی سپاه پاسداران انقلاب اسلامی از تهران را بر عهده دارد، تونل های نوار غزه بیش از 500 کیلومتر (310 مایل) است.طبق اظهارات وی «مجاهدان فلسطینی از طریق تونل‌ها تا ۴۰ کیلومتر وارد خاک اسرائیل شده اند »
سیستم تونل در زیر بسیاری از شهرها و شهرهای غزه مانند خان یونس، جبالیا و کمپ آوارگان شاطی قرار دارد. به‌طور معمول، نقاط دسترسی تونل در داخل ساختمان‌ها، مانند خانه‌های شخصی یا مساجد، پنهان می‌شوند، یا با برس استتار می‌شوند، که از طریق تصویربرداری هوایی یا هواپیماهای بدون سرنشین مانع از شناسایی آنها می‌شود. به گفته ایال وایزمن، «بیشتر تونل‌ها دارای چندین نقطه دسترسی و مسیر هستند که از چندین خانه یا مرغداری شروع می‌شوند، به یک مسیر اصلی می‌پیوندند و سپس دوباره به چندین گذرگاه جداگانه منشعب می‌شوند که به ساختمان‌های طرف دیگر منتهی می‌شوند». در طول جنگ غزه ۲۰۱۴، ارتش اسرائیل با «تونل‌های پیچیده، با تعدادی محور ورودی و خروجی» مواجه شد و «تونل اصلی اغلب شکافته می‌شد و گاهی مسیرهای موازی وجود داشت». تونل‌ها معمولاً ۲۰ متر (۶۶ فوت) تا ۳۰ متر (۹۸ فوت) زیر سطح هستند. به‌طور متوسط، هر تونل تقریباً ۲ متر (۶٫۶ فوت) ارتفاع و ۱ متر (۳٫۳ فوت) عرض دارد و مجهز به چراغ، برق و گاهی مسیرهایی برای حمل مواد است. تونل‌ها اغلب با بمب‌های دست‌ساز به دام می‌افتند.

یک افسر مهندسی ارتش اسرائیل که وظیفه مکان‌یابی تونل‌ها را بر عهده داشت به هاآرتص گفت که سه تونل کشف شده در سال ۲۰۱۳ چشمان اسرائیلی‌ها را به نسبت شبکه باز کرد. این افسر مهندسی توضیح داد: «تونل‌های عریض، با سیستم‌های ارتباطی داخلی که در اعماق سطح حفر شده بودند و کناره‌ها با لایه‌های بتونی تقویت شده بودند» که در آن‌ها «می‌توانستید بدون هیچ مشکلی در آن‌ها به صورت عمودی راه بروید». سخنگوی ارتش اسرائیل گفت که سیستم تونل «مثل مترو یا راه زیر زمینی» است.

در نوامبر ۲۰۲۲، آژانس امداد و کار سازمان ملل متحد (UNRWA) برای آوارگان فلسطینی گزارش داد که تونلی را در زیر یک مدرسه ابتدایی که توسط آژانس اداره می‌شود، پیدا کرده‌است. آژانس به مقامات مربوط در غزه به شدت اعتراض کرد تا خشم و محکومیت حضور چنین سازه ای در زیر یکی از تأسیسات خود را ابراز کند، که آن را «نقض جدی بی طرفی آژانس و نقض قوانین بین المللی» دانست که «کودکان و کارکنان آژانس را در معرض خطرات امنیتی و ایمنی قابل توجهی قرار می‌دهد.» UNRWA در بیانیه ای گفت که این آژانس «منطقه را محاصره کرده و به سرعت اقدامات لازم را برای ایمن سازی مدرسه از جمله آب بندی دائمی حفره انجام داده‌است.»

در ۲۴ اکتبر ۲۰۲۳، حماس یوچوید لیفشیتز ۸۵ ساله را که در حمله حماس به اسرائیل در ۷ اکتبر ۲۰۲۳ به گروگان گرفته شده بود، آزاد کرد. لیفشیتز شرح داد که دو تا سه ساعت در تونل‌های مرطوب راه می‌رفت تا اینکه او و سایر گروگان‌ها به یک سالن بزرگی رسیدند. لیفشیتز به خبرنگاران گفت که حماس «شبکه عظیمی» از تونل‌ها دارد که شبیه یک «تار عنکبوت» است. به گفته لیفشیتز، حماس اتاق‌هایی تمیز با تشک‌های روی زمین آماده کرده بود و گروگان‌ها مرتباً از پزشکان در مواضع زیرزمینی خود ملاقات می‌کردند.

### بزرگ‌ترین تونل‌ها
در حال حاضر بزرگ‌ترین تونل شناخته شده توسط ارتش اسرائیل در ۱۷ دسامبر ۲۰۲۳ کشف شد. این تونل دارای چندین انشعاب و اتصال به همراه لوله‌کشی، برق و خطوط ارتباطی است. بزرگ‌ترین شاخه‌های کشف شده تقریباً چهار کیلومتر طول داشت و در برخی مناطق تا عمق ۵۰ متری زیر زمین پایین می‌رود. تونل به اندازه کافی عریض بود که وسایل نقلیه داخل آن حرکت کنند. ارتش اسرائیل همچنین فیلمی از ساخت تونل گرفته‌است که در اینترنت منتشر شد و نشان می‌داد حماس از ماشین‌های حفاری تونل استفاده می‌کند. این تونل در فاصله ربع مایلی از یک گذرگاه مرزی کشف شد و اسرائیل آن را برای «حرکت دارایی‌های عظیم» توصیف کرد. در یکی از ویدئوهایی که به خبرنگاران نشان داده شده‌است، برادر یحیی سنوار، محمد سنوار، در حال رانندگی با ماشینی از داخل تونل که اسرائیل آن را توصیف می‌کند، دیده می‌شود.

## خاستگاه و ساخت

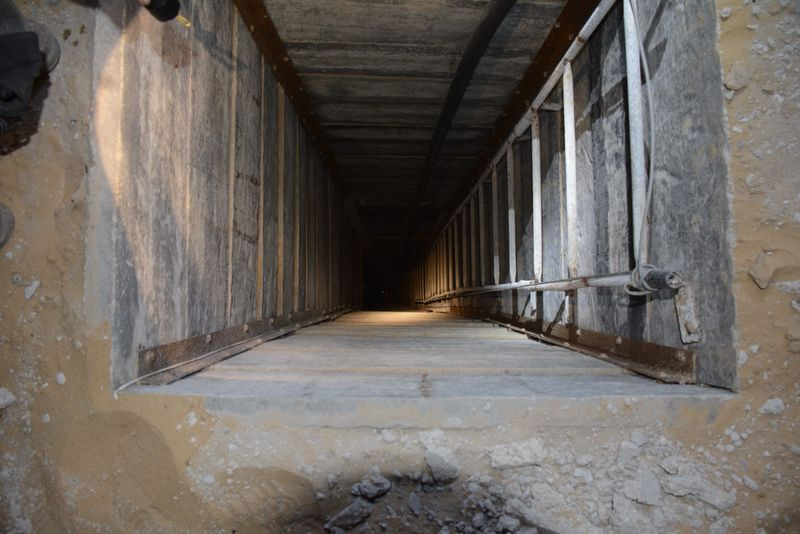
شفت یکی از تونل‌ها که در سال ۲۰۱۴ کشف شد.

شبکه تونلی که برای اهداف جنگی مورد استفاده قرار می‌گیرد، ریشه در تونل‌های قاچاق دارد که نوار غزه را به مصر متصل می‌کند. از اوایل دهه ۱۹۸۰، زمانی که مسیر فیلادلفی به‌طور مصنوعی شهر را تقسیم کرد، تونل‌ها دو طرف مصر و غزه رفح را به هم متصل کردند. اندازه، پیچیدگی و اهمیت این تونل‌ها در نتیجه محاصره اقتصادی مصر و اسرائیل در سال ۲۰۰۷ افزایش یافت.

طبق گزارش‌ها، اجرای شبکه تونل تحت هدایت محمد ضیف، رهبر گردان‌های عزالدین قسام هماهنگ شده‌است؛ و قبل از آن احمد الجعبری، رئیس سابق عملیات تیپ‌ها قبل از کشته شدن توسط ارتش اسرائیل.

تونل‌های به اسراییل با استفاده از تخصص خانواده‌های رفح که در حفر تونل به مصر برای تجارت و قاچاق تخصص دارند، ساخته شده‌است. به گفته Eado Hecht، یک تحلیلگر دفاعی اسرائیلی متخصص در جنگ‌های زیرزمینی، «این مجتمع‌های زیرزمینی از نظر مفهومی تقریباً شبیه تونل‌های ویت کنگ هستند که در زیر جنگل‌های ویتنام جنوبی حفر شده‌اند، اگرچه کیفیت پایان بهتر است، با دیوارهای بتنی و سقف، برق و سایر امکانات مورد نیاز برای اقامت طولانی مدت.»

ارتش اسرائیل در سال ۲۰۱۴ برآوردهایی ارائه کرده‌است که حماس حدود ۳۰ تا ۹۰ میلیون دلار هزینه کرده و ۶۰۰۰۰۰ تن بتن ریخته تا ۳۲ تونل بسازد. هزینه ساخت برخی تونل‌ها ۳ میلیون دلار برآورد شده‌است.

شبکه ماکو شرحی از شرایط کار در تونل‌ها را با استناد به یک خبرچین اسرائیلی که نامش فاش نشده‌است منتشر کرد که شامل این جزئیات است: کارگران ۸ تا ۱۲ ساعت در روز را در شرایط نامطمئن صرف ساخت و ساز می‌کردند و دستمزد ماهانه ۱۵۰ تا ۳۰۰ دلار دریافت می‌کردند. حماس از چکش‌های برقی یا پنوماتیکی برای حفر تونل استفاده می‌کرد. تونل‌ها در عمق ۱۸ تا ۲۵ متری (۶۰ تا ۸۲ فوتی) زیر زمین به سرعت ۴ تا ۵ متر در روز حفر می‌شدند. تونل‌ها معمولاً از طریق خاک ماسه‌ای حفر می‌شدند که نیاز بود سقف آن‌ها توسط سطح خاک رس بادوام‌تری پشتیبانی شود. تونل‌ها همچنین با پانل‌های بتنی ساخته شده در کارگاه‌های مجاور هر تونل تقویت شدند. طبق گفته یفتاح س شاپیر و گال پرل تا سال ۲۰۱۴، هزینه حفر یک تونل حدود ۱۰۰۰۰۰ دلار بود و ساخت آن حدود سه ماه طول می‌کشد.

بر اساس گزارش المانیتور، افرادی که تونل‌ها را حفر می‌کنند، مدت طولانی را در زیر زمین می‌گذرانند و از وسیله ای با زنجیر پدال مانند دوچرخه استفاده می‌کنند تا در حالی که به پشت دراز کشیده و با پاهای خود رکاب می‌زنند، خاک را حفر کنند.

ساخت و استفاده از تونل‌ها به دلیل انفجار تصادفی مواد منفجره و ریزش تونل با خطرات جانی همراه است. حماس گزارش داد که در سال ۲۰۱۷ ۲۲ عضو شاخه مسلح آن در تصادفات تونل کشته شدند. یک ستیزه‌جوی دیگر در ۲۲ آوریل ۲۰۱۸ کشته شد.

## اهداف و کاربردهای استراتژیک

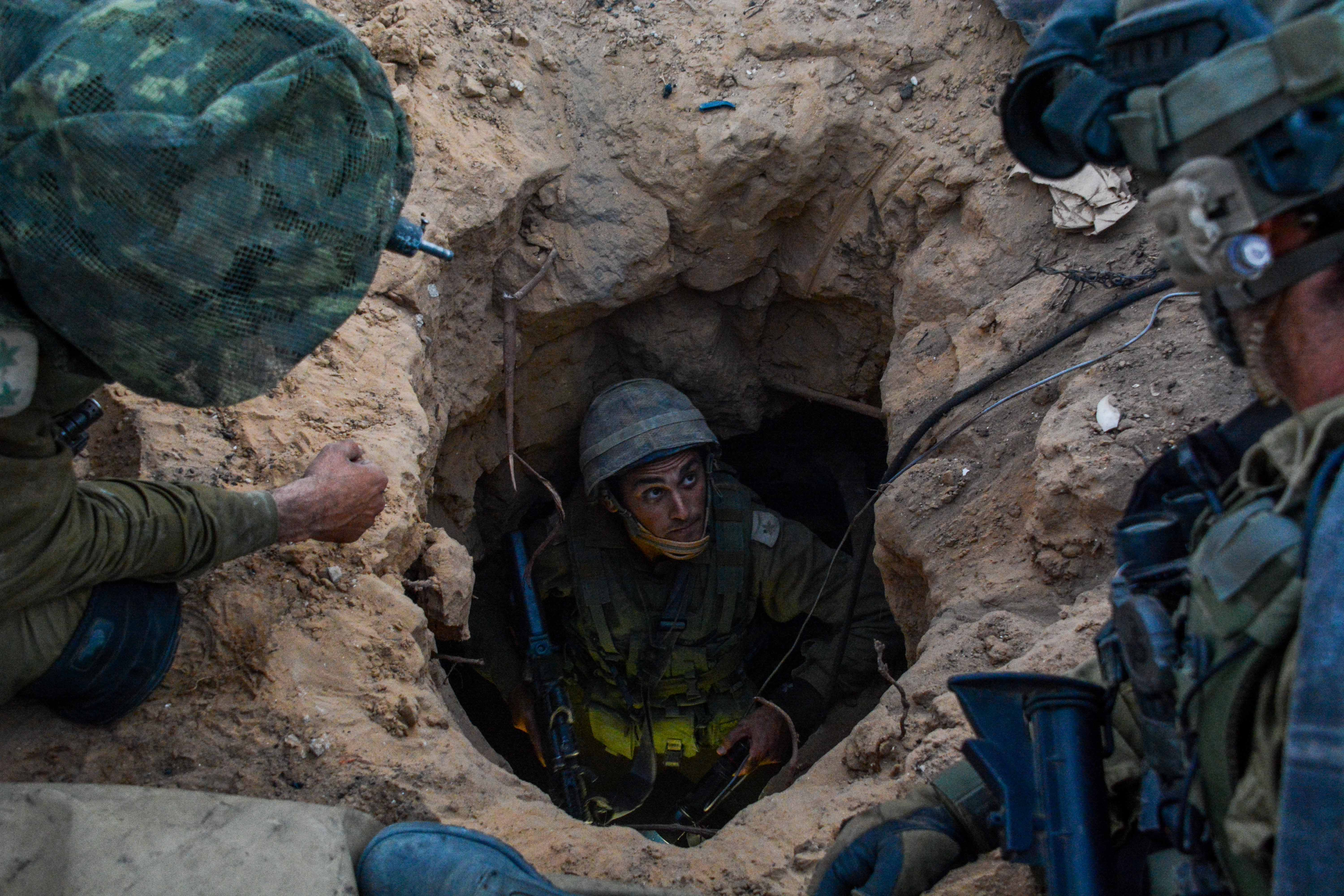
کشف و خنثی‌سازی یکی از تونل‌ها توسط چتربازان نیروهای دفاعی اسرائیل

به گفته ایدو ایدو هتچ، تحلیلگر دفاعی اسرائیلی متخصص در جنگ‌های زیرزمینی، «سه نوع تونل مختلف در زیر غزه وجود داشت، تونل‌های قاچاق بین غزه و مصر؛ تونل‌های دفاعی در داخل غزه که برای مراکز فرماندهی و ذخیره سلاح استفاده می‌شد؛ و - متصل به غزه. تونل‌های دفاعی - تونل‌های تهاجمی که برای حملات فرامرزی به اسرائیل استفاده می‌شوند، از جمله دستگیری سربازان اسرائیلی.

مرکز امور عمومی اورشلیم، یک اندیشکده امنیتی اسرائیل، جنگ تونلی را به عنوان تغییر موازنه قدرت توصیف می‌کند: «جنگ تونلی، ارتش‌هایی را که در مقابل دشمن برتر از نظر فناوری قرار می‌گیرند، ابزار مؤثری برای مقابله با برتری هوایی آن‌ها فراهم می‌کند». به گفته این مرکز، تونل‌ها پرتاب‌کننده‌های موشک را پنهان می‌کنند، حملات به اهداف استراتژیک مانند فرودگاه بن گوریون را تسهیل می‌کنند و اجازه دسترسی فرامرزی به خاک اسرائیل را می‌دهند.

در سرمقاله ای در واشینگتن پست، این تونل‌ها به عنوان «استفاده از تن‌ها بتن به شدت مورد نیاز برای مسکن غیرنظامیان» و همچنین به عنوان خطری برای غیرنظامیان توصیف شده‌است، زیرا در زیر خانه‌های غیرنظامیان در «منطقه پرجمعیت شیجایه» و زیر بیمارستان الوفا ساخته شده‌اند.

کار بر روی سیستم تونل راه خروجی را برای شبه نظامیان حماس فراهم می‌کند تا در زمان صلح نسبی درگیر شوند.

### کاربردهای دفاعی
یک گزارش المانیتور تونل‌های داخل غزه و دور از مرز را توصیف می‌کند که دو هدف را دنبال می‌کنند: ذخیره و محافظت از سلاح‌ها از جمله راکت و پرتابگر، و تأمین امنیت و تحرک برای شبه نظامیان حماس. این گزارش نشان می‌دهد که عملکرد اخیر در مجموعه‌ای از «تونل‌های امنیتی» رخ می‌دهد: «هریک از رهبران حماس، از بوروکرات‌های رده پایین‌تر گرفته تا ارشدترین رهبران آن، از نزدیک با مسیر رسیدن به تونل امنیتی تعیین‌شده به او و خانواده او آشنا هستند." بیست و سه شبه‌نظامی در گردان‌های عزالدین قسام، شاخه نظامی حماس، از گلوله باران اسرائیل در ۱۷ ژوئیه ۲۰۱۴ جان سالم به در بردند و زنده ماندند اما تا آتش‌بس اوایل ماه اوت در یک تونل محبوس شدند. در اکتبر ۲۰۱۳، ایهاب الحسین، سخنگوی وزارت کشور تشکیلات خودگردان فلسطین، این تونل‌ها را تمرینی برای "حق غزه برای محافظت از خود" توصیف کرد. در اکتبر ۲۰۱۴، خالد مشال، رهبر حماس، استفاده از تونل‌ها برای حمله به غیرنظامیان را رد کرد: «آیا از هیچ‌یک از تونل‌ها برای کشتن غیرنظامیان یا ساکنان چنین شهرک‌هایی استفاده شده‌است؟ نه هرگز! . . . [حماس] از آنها برای حمله به پشت خطوط ارتش اسرائیل یا برای حمله به برخی سایت‌های نظامی استفاده کرد. . . این ثابت می‌کند که حماس فقط از خود دفاع می‌کند.»

از این تونل‌ها برای پنهان کردن و محافظت از سلاح‌ها و شبه نظامیان و تسهیل ارتباطات استفاده می‌شود که تشخیص از هوا را دشوار می‌کند. در سال ۲۰۱۴، خالد مشعل، رهبر حماس در مصاحبه ای با ونیتی فیر گفت که سیستم تونل یک ساختار دفاعی است که برای ایجاد موانع در برابر زرادخانه نظامی قدرتمند اسرائیل و انجام حملات متقابل در پشت خطوط ارتش اسرائیل طراحی شده‌است. وی با بیان اینکه از این تونل‌ها برای نفوذ به اسرائیل استفاده می‌شود، گفت که عملیات تهاجمی هرگز باعث کشته شدن غیرنظامیان در اسرائیل نشده‌است و اتهامات مربوط به حملات گسترده برنامه‌ریزی شده علیه غیرنظامیان اسرائیلی را رد کرد.

در سال ۱۹۸۹، افسر تدارکات حماس و قاچاقچی اسلحه، محمود المبحوح، از طریق یک تونل قاچاق به مصر از نیروهای ارتش اسرائیل فرار کرد.
در طول عملیات ستون دفاعی در سال ۲۰۱۲، ستیزه‌جویان فلسطینی اغلب از تونل‌ها و سنگرها برای محافظت از حملات هوایی اسرائیل استفاده می‌کردند.

### استفاده‌های تهاجمی
پرسنل نظامی فلسطینی در غزه به وب سایت خبری المانیتور توضیح دادند که هدف از ایجاد یک تونل فرامرزی انجام عملیات در پشت خطوط دشمن در صورت عملیات اسرائیل علیه غزه است. یحیی سنوار، رهبر حماس، دربارهٔ اهمیت استراتژیک این تونل‌ها اظهار داشت: امروز ما هستیم که به آنها حمله می‌کنیم، آنها به ما حمله نمی‌کنند.  اسماعیل هنیه، نخست‌وزیر سابق حماس، این تونل‌ها را نماینده «استراتژی جدید در مقابله با اشغال و درگیری با دشمن از زیر زمین و از بالای زمین» توصیف کرده‌است. یک سند شبه نظامیان فلسطینی که توسط المانیتور به دست آمده و همچنین در واشینگتن پست منتشر شده‌است، اهداف تونل‌های زیر مرزی را شرح می‌دهد:
 جنگ تونل به دلیل داشتن ابعاد کیفی و استراتژیک و اثرات انسانی و اخلاقی و تهدید جدی و چالش بی‌سابقه اسرائیلی‌ها یکی از مهم‌ترین و خطرناک‌ترین تاکتیک‌های نظامی در مقابله با ارتش اسرائیل است. ماشین نظامی، که به شدت مسلح است و از دکترین‌های امنیتی شامل اقدامات حفاظتی و پیشدستی پیروی می‌کند. … [تاکتیک این است که] دشمن را غافلگیر کنید و ضربه مهلکی به او وارد کنید که فرصتی برای زنده ماندن یا فرار به او نمی‌دهد یا فرصت مقابله و دفاع از خود را به او می‌دهد.

سخنگویان اسرائیل مدعی شده‌اند که هدف این تونل‌ها آسیب رساندن به غیرنظامیان اسرائیلی است. به گفته بنیامین نتانیاهو، نخست‌وزیر، «تنها هدف» تونل‌های مرزی از غزه به اسرائیل «تخریب شهروندان ما و کشتن فرزندان ما» است. دولت اسرائیل این تونل‌ها را «تونل‌های ترور» نامیده و اعلام کرده‌است که این تونل‌ها قابلیت هدف قرار دادن غیرنظامیان و سربازان در اسرائیل را دارند. نخست‌وزیر بنیامین نتانیاهو گفته‌است که هدف ربودن و کشتن غیرنظامیان بوده‌است. سخنگوی ارتش اسرائیل گفت که هدف «ربودن یا کشتن غیرنظامیان است، اما به یک سرباز نیز بسنده خواهد شد.» روزنامه اسرائیلی معاریو گزارش داد که به گفته منابع امنیتی اسرائیلی که نامشان فاش نشده‌است، این تونل‌ها قرار بود در یک حمله تروریستی با تلفات جمعی که قرار بود در روز مقدس یهودیان در روز ۲۴ سپتامبر ۲۰۱۴ انجام شود، استفاده شود. این طرح توسط منابع به خبرنگار آریل کاهان توضیح داده شد و بنا بر گزارش‌ها توسط نخست‌وزیر بنیامین نتانیاهو به کابینه امنیتی اسرائیل فاش شد. توطئه ادعایی مستلزم یک حمله برنامه‌ریزی شده بود که در آن دویست جنگجوی حماس به شدت مسلح می‌توانستند شبانه از بیش از ۱۲ تونل برای نفوذ به خاک اسرائیل بیرون آمده و شهروندان اسرائیلی را بکشند و/یا ربودند.

در سپتامبر ۲۰۰۱، یک تونل غزه برای اولین بار در چارچوب انتفاضه دوم فلسطین، زمانی که فلسطینی‌ها یک بمب ۲۰۰ کیلوگرمی را در داخل یک تونل در زیر پاسگاه مرزی ارتش اسرائیل در ترمیت در فیلادلفی منفجر کردند، مورد استفاده قرار گرفت، که منجر به تخریب تقریباً کامل پاسگاه واقع در رفح شد. 

در ژوئن ۲۰۰۴، حماس از بمب‌های تونلی برای حمله به یک پاسگاه ارتش اسرائیل در غزه استفاده کرد که یک سرباز کشته و پنج نفر زخمی‌شدند.

در دسامبر ۲۰۰۴، اندکی پس از مرگ یاسر عرفات و ظاهراً در انتقام از آن، حماس و فتح (سازمان) در زیر یک پاسگاه مرزی در رفح تونل زدند و بمبی را منفجر کردند که در حمله بمب‌گذاری در پاسگاه ارتش اسرائیل، پنج اسرائیلی کشته شدند و پنج سرباز اسرائیلی نیز کشته و شش نفر زخمی‌شدند.

در ژوئن ۲۰۰۶، حماس از تونلی که در نزدیکی کرم ابوسالم خارج می‌شد برای انجام یک حمله فرامرزی استفاده کرد که منجر به کشته شدن دو سرباز ارتش اسرائیل و ربودن نفر سوم به نام گیلعاد شلیط شد.

در نوامبر ۲۰۱۲، یک سرباز اسرائیلی که کار تعمیر و نگهداری حصار مرزی را انجام می‌داد، بر اثر انفجار تونل انفجاری توسط شاخه نظامی حماس، گردان‌های عزالدین قسام، مجروح شد و یک پسر ۱۳ ساله فلسطینی بر اثر انفجار ماشین-شلیک اسرائیلی کشته شد.

این تونل‌ها در موارد متعدد در طول درگیری‌های سال ۲۰۱۴ در جنگ مورد استفاده قرار گرفتند. حداقل در چهار مورد در طول درگیری، ستیزه‌جویان فلسطینی با عبور از مرز از طریق تونل‌ها با سربازان اسرائیلی درگیر شدند. مقامات اسرائیلی چهار «حادثه ای را گزارش کردند که در آن اعضای گروه‌های مسلح فلسطینی از خروجی‌های تونل در فاصله ۱٫۱ تا ۴٫۷ کیلومتری خانه‌های غیرنظامیان خارج شدند.» دولت اسرائیل از تونل‌های فرامرزی به عنوان «تونل‌های حمله» یا «تونل‌های ترور» یاد می‌کند. به گفته اسرائیل، این تونل‌ها پرتاب راکت‌ها را با کنترل از راه دور امکان‌پذیر می‌کردند و هدف آنها تسهیل حملات گروگان‌گیری و تلفات جمعی بود.

در ۱۷ ژوئیه ۲۰۱۴، شبه نظامیان حماس که آر پی جی و تفنگ‌های تهاجمی حمل می‌کردند از مرز اسرائیل از طریق یک تونل در حدود یک مایل دورتر از روستای کشاورزی صوفه عبور کردند اما توسط نیروهای دفاعی اسرائیل متوقف شدند. ارتش اسرائیل گزارش داد که ۱۳ مرد مسلح از تونل خارج شده‌اند و فیلم‌های ویدئویی از اصابت انفجار یک حمله هوایی به آنها را به اشتراک گذاشت. مقامات اسرائیلی مدعی شدند که هدف حمله به غیرنظامیان بوده‌است.

در ۲۱ ژوئیه ۲۰۱۴، دو جوخه از ستیزه‌جویان فلسطینی از طریق یک تونل در نزدیکی کیبوتز نیر عام از مرز اسرائیل عبور کردند. اولین جوخه ده نفره در حمله هوایی اسرائیل کشته شدند. جوخه دوم چهار سرباز اسرائیلی را با استفاده از یک سلاح ضد تانک کشت. جروزالم پست گزارش داد که مهاجمان به دنبال نفوذ به کیبوتز نیر آم بودند، اما یک منبع اطلاعاتی ارشد به تایمز اسرائیل گفت: «مردان مسلح حماس در حال حرکت یا در مسیر یک کیبوتز نبودند، بلکه در کمین یک گشت ارتش  خود را در میدان استتار کرده بودند. ».

در ۲۸ ژوئیه ۲۰۱۴، شبه نظامیان حماس و جهاد اسلامی فلسطین با استفاده از یک تونل به یک پایگاه نظامی اسرائیل در نزدیکی نهال اوز حمله کردند و پنج سرباز اسرائیلی را کشتند. یک مهاجم نیز کشته شد.

در ۱ اوت ۲۰۱۴، شبه نظامیان حماس که از یک تونل بیرون آمدند، به یک گشت زنی اسرائیلی در رفح حمله کردند و در نتیجه آتش بس بشردوستانه را نقض کردند و دو سرباز اسرائیلی را کشتند. ستیزه جویان از طریق یک تونل به رفح بازگشتند و جسد ستوان هادار گلدین را با خود آوردند. ستیزه جویان از طریق یک تونل به رفح بازگشتند و جسد ستوان هادار گلدین را با خود آوردند.

یک منبع اطلاعاتی ارشد ناشناس در ۲۸ ژوئیه ۲۰۱۴ به تایمز آو ایزرائل گفت که از ۹ تونل فرامرزی کشف شده، هیچ یک به یک جامعه غیرنظامی امتداد نداشت و در پنج نفوذ تا آن زمان حماس به جای غیرنظامیان، سربازان را هدف قرار داده بود. در ۳۱ ژوئیه ۲۰۱۴ رادیو ارتش اسرائیل به نقل از یک مقام ارشد نظامی ناشناس گفت که "همه تونل ها اهداف نظامی را هدف قرار داده بودند نه جوامع اطراف غزه". کمیسیون تحقیق کمیساریای عالی شورای حقوق بشر سازمان ملل متحد در مورد مناقشه غزه گزارشی را در سال ۲۰۱۵ منتشر کرد که در آن به این نتیجه رسید که در طول درگیری سال ۲۰۱۴، "تونل ها فقط برای انجام حملاتی به مواضع ارتش اسرائیل در اسرائیل در مجاورت خط سبز، که اهداف نظامی قانونی هستند، مورد استفاده قرار گرفتند." یک منبع اطلاعاتی اسرائیل که با تایمز اسرائیل صحبت کرد، اشاره کرد که هیچ یک از ۹ تونل فرامرزی جوامع غیرنظامی مرزی را هدف قرار نداده اند. تمام تلاش های نفوذ بر حمله به اهداف نظامی متمرکز بود. به نظر می رسد هدف اصلی این حملات دستگیری یک اسیر ارتش اسرائیل بوده است. مقامات اسرائیلی گزارش شورای حقوق بشر سازمان ملل متحد را محکوم کردند.

در ۷ اکتبر ۲۰۲۳، حماس به اسرائیل حمله کرد و حدود ۲۰۰ نفر را گروگان گرفت. در ۲۴ اکتبر ۲۰۲۳، یک گروگان آزاد شد و به خبرنگاران گفت که او را با یک گروه ۲۵ نفری از گروگان ها در شبکه تونل منتقل کردند و نگه داشتند.

### تاثیر روانی
ایتان شامیر و هچت نوشتند که در طول جنگ غزه در سال ۲۰۱۴، یکی از اهداف انجام حملات فرامرزی به شهرک‌های اسرائیلی با استفاده از تونل‌ها، وارد کردن شوک روانی به مردم اسرائیل بود. کمیسیون تحقیق سازمان ملل دریافت که «این تونل‌ها و استفاده از آن‌ها توسط گروه‌های مسلح فلسطینی در جریان خصومت‌ها [جنگ غزه ۲۰۱۴] باعث نگرانی شدید اسرائیلی‌ها در مورد استفاده از این تونل‌ها برای حمله به غیرنظامیان شد». به گفته اسلسینگر، تونل‌ها تصور اسرائیلی‌ها از حاکمیت ارضی را مختل می‌کنند و اعتماد سیاستمداران اسرائیلی را به توانایی آنها برای مدیریت خطرات خارجی از طریق مکانیسم‌های اجرایی مرزی معمولی مانند گشت‌زنی، حصارها، دیوارها و پست‌های بازرسی؛ ایمان شهروندان اسرائیلی به توانایی دولت برای تامین امنیت را کاهش می‌دهد.

### آدم ربایی
اسرائیل ربودن غیرنظامیان اسرائیلی یا گروگان گرفتن سربازان اسرائیلی را یکی از اهداف اولیه ساخت تونل توصیف می کند. وال استریت ژورنال یک تونل حمله ای را که توسط یکی از خبرنگارانش بازرسی شده بود، توصیف کرد که "برای انجام حملات قتل و آدم ربایی طراحی شده بود" و خاطرنشان کرد که "تونل به طول 3 مایل با بتون تقویت شده بود، با سیم های تلفن پوشانده شده بود و شامل کابین هایی بود که برای عملیات نفوذ ضروری نبود اما برای گروگان گیری مفید است." در ماه اکتبر ۲۰۱۳، روزنامه هآرتس اظهار کرد که "فرضیه کاری نیروهای دفاع اسرائیل (IDF) این است که این تونل‌ها هر زمان که در منطقه تشدید شود، ساخته و به کار گرفته خواهند شد، بدون توجه به اینکه توسط حماس یا اسرائیل شروع شود، و برای حملات و تلاش‌های ربودن استفاده خواهند شد"، اضافه کرد که "اگر حماس در حالی که چندین شهروند یا سرباز اسرائیلی را در دست دارد، چنین تشدیدی را آغاز کند، در وضعیت قوی‌تری قرار خواهد گرفت."به گفته نیویورک تایمز، یک تونل حاوی "یک کیت آدم ربایی از مسکن ها و دستبندهای پلاستیکی" بود.

## اقدامات متقابل اسرائیل
در طول انتفاضه دوم، ارتش اسرائیل حملات متعددی را برای مقابله با استفاده فلسطینی ها از تونل ها انجام داد و تا ژوئن ۲۰۰۴ بیش از ۱۰۰ تونل را ویران کرد.

در اکتبر ۲۰۰۶، ارتش اسرائیل ۱۳ تونل قاچاق را در امتداد مسیر فیلادلفی منهدم کرد.
در نوامبر ۲۰۰۷، ارتش اسرائیل یک مجموعه تونلی را شناسایی کرد که در یک گرمخانه گوجه فرنگی با خروجی در نزدیکی نتیو اهاسارا و ارز (کیبوتص) پنهان شده بود.

در نوامبر ۲۰۰۸، شش شبه نظامی کشته شدند و یک تونل در ۳۰۰ متری (۹۸۰ فوت) حصار مرزی توسط نیروهای اسرائیلی منهدم شد.

در نوامبر ۲۰۱۲، ارتش اسرائیل یک عملیات یک هفته ای انجام داد که ۱۴۰ تونل قاچاق و ۶۶ تونل مورد استفاده برای حملات را هدف قرار داد، از ۵۰۰ تونل تخمین زده شده در آن زمان. در پایان عملیات، شبکه تونل های حمله تا حد زیادی تخریب شده بود.

یک تونل کشف شده در سال ۲۰۱۳ در روستای غزه عباسان الصغیره با عمق اولیه در ورودی ۲۲ متر (۷۲ فوت)، طول تقریباً ۹۵۰ متر (۳۱۲۰ فوت) و عرض تقریباً ۱٫۸ متر (۵٫۹ فوت) آغاز شد. ارتفاع تقریباً ۱٫۱ متر (۳٫۶ فوت) و عمق نهایی در خروجی ۱۸ متر (۵۹ فوت) که به نقطه ای در ۲۸۰۰ متری (۱٫۷ مایلی) از شهرک اسرائیلی عین هاشلوشا باز می‌شود.

به گفته اسرائیل، بین ژانویه تا اکتبر ۲۰۱۳، سه تونل در زیر مرز شناسایی شد که دو تونل آن مملو از مواد منفجره بود.

در نوامبر ۲۰۱۳، ارتش اسرائیل دو تونل برون مرزی را تخریب کرد.

انهدام تونل ها هدف اصلی نیروهای اسرائیلی در درگیری ژوئیه و آگوست ۲۰۱۴ بود. ارتش اسرائیل گزارش داد که ۳۲ تونل را "خنثی" کرده است که ۱۴ تونل از آنها وارد اسرائیل شده است. ستونی در وال‌استریت ژورنال به نقل از یگال کارمون، رئیس مؤسسه پژوهش رسانه‌ای خاورمیانه، اشاره کرد که این تونل ها بود و نه ربایش و قتل سه نوجوان اسرائیلی در سال ۲۰۱۴ که علت فوری جنگ در تابستان ۲۰۱۴ بود. بر اساس مطالعه کارمون از وضعیت، این تونل ها به حماس این توانایی را داد که در حمله تروریستی سال ۲۰۰۸ اسلامگرایان به هتل تاج بمبئی که ۱۶۴ کشته برجای گذاشت، حمله ای تلفات جمعی انجام دهد.

در ۵ ژوئیه ۲۰۱۴، یک حمله هوایی اسرائیل به یک تونل در نزدیکی کیبوتز کرم ابوسالم آسیب رساند و گروهی از بازرسان نظامی حماس در انفجاری در تونل در ۶ ژوئیه ۲۰۱۴ کشته شدند. به گفته کارمون، این امر ممکن است حماس را متقاعد کرده باشد که اسرائیل از میزان ظرفیت ستیزه جویان برای نفوذ به اسرائیل از طریق تونل ها آگاه شده است، و احتمال حمله غافلگیرانه موفقیت آمیز با تلفات جمعی را کمتر می کند و رهبری حماس را متقاعد می کند که بلافاصله قبل از اینکه تعداد بیشتری از تونل ها را کشف و نابود کرد وارد جنگ شود.

در ۶ ژوئیه ۲۰۱۴، ارتش اسرائیل شش شبه نظامی حماس را در حمله به یک تونل مرزی در نزدیکی رفح کشت. این منجر به تشدید درگیری اسرائیل و فلسطین شد و یک محرک کلیدی برای درگیری در سال ۲۰۱۴ بود.

در ۱۷ ژوئیه ۲۰۱۴، ارتش اسرائیل تلاش ۱۳ ستیزه جو را برای حمله در نزدیکی کیبوتز سوفا خنثی کرد.

در ۱۱ اوت ۲۰۱۴، ارتش اسرائیل اعلام کرد که سیستمی را با موفقیت آزمایش کرده است که می تواند برای شناسایی این تونل ها استفاده شود. این سیستم جدید از ترکیبی از حسگرها و فرستنده های ویژه برای مکان یابی تونل ها استفاده می کند. IDF انتظار دارد توسعه تا ۱٫۵ میلیارد NIS هزینه داشته باشد و می تواند در طول سال مستقر شود.

در ماه مه ۲۰۱۶، ارتش اسرائیل یک تونل فرامرزی را در نزدیکی منطقه هولیت شناسایی کرد که ظاهراً پس از تخریب اولیه در طی عملیات لبه حفاظتی، به عنوان یک مسیر کنارگذر بازسازی شده بود.

در تابستان ۲۰۱۷، اسرائیل ساخت دیوار مرزی را آغاز کرد که چندین متر زیر زمین امتداد داشت تا با حملات تونل مقابله کند. این سازه مجهز به حسگرهایی برای تشخیص ساخت تونل در آینده است. بتن سازه با استفاده از پنج کارخانه بتن اختصاص داده شده به پروژه تولید شد و روزانه حدود ۱۰ متر تکمیل شد. این سازه به‌طور  کامل در زمین اسرائیل قرار گرفت.

در ۳۰ اکتبر ۲۰۱۷، نیروهای اسرائیلی تونلی را که از مرز غزه عبور می کرد و وارد خاک اسرائیل می‌شد، منهدم کردند. ۱۲ فلسطینی از جمله ۱۰ عضو جنبش جهاد اسلامی فلسطین و دو شبه نظامی حماس در این انفجار و پس از آن عملیات نجات کشته شدند.ارشدترین فرد کشته شده، فرمانده تیپ عرفات مارشود از تیپ های قدس جهاد اسلامی بود.

در ۱۰ دسامبر ۲۰۱۷، نیروهای اسرائیلی یک تونل اضافی را که از مرز عبور می کرد، منهدم کردند.

در ژانویه ۲۰۱۸، پس از انهدام یک تونل حمله از غزه که از مصر و اسرائیل عبور کرد، سرلشکر ارتش اسرائیل یوآو مردخای به زبان عربی گفت: «می‌خواهم پیامی را برای همه کسانی که در حال حفاری هستند یا خیلی به آن نزدیک می‌شوند ارسال کنم. تونل‌ها: همانطور که در دو ماه گذشته دیدید، این تونل‌ها فقط مرگ را به همراه دارند.» با اشاره به تونل‌های حماس که اخیراً توسط اسرائیل ویران شده بود. سرلشکر عیال ضمیر اظهار داشت که تونل های بیشتری از حماس به داخل اسرائیل تخریب خواهد شد زیرا ساخت دیوار در اطراف نوار غزه به زودی تکمیل می‌شود.

در آوریل ۲۰۱۸، ارتش اسرائیل اعلام کرد که تونلی را که «طولانی‌ترین» نامیده می‌شود و چندین کیلومتر از داخل نوار غزه، در نزدیکی جبالیا امتداد داشت، منهدم کرده و به چند متری اسرائیل، به سمت نهال اوز می‌رسید، هرچند هنوز خروجی ساخته شده وجود نداشت.

در ژوئن ۲۰۱۸، برای اولین بار، حمله هوایی اسرائیل یک تونل دریایی متعلق به حماس را منهدم کرد.

در آگوست ۲۰۱۸، وزارت دفاع اسرائیل اولین تصاویر از یک مانع زیر آبی با غزه را منتشر کرد که برای جلوگیری از نفوذ حماس از طریق دریا طراحی شده بود. ساخت دیوار حائل از دو ماه قبل آغاز شده و انتظار می رود تا پایان سال به پایان برسد و دویست متر تا دریای مدیترانه امتداد یابد.

در اکتبر ۲۰۱۸، ارتش اسرائیل یک تونل را در جنوب نوار غزه به طول ۱ کیلومتر (۰٫۶۲ مایل) منهدم کرد که ۲۰۰ متر (۶۶۰ فوت) آن به خاک اسرائیل تجاوز کرد.

در ماه مه 2021، حملات هوایی اسرائیل بیش از 100 کیلومتر شبکه تونل در داخل غزه را در جریان عملیات نگهبان دیوارها منهدم کرد.

در دسامبر 2021، وزارت دفاع اسرائیل اعلام کرد که یک مانع زیرزمینی 65 کیلومتری برای مقابله با تهدید تونل های فرامرزی در امتداد مرز با غزه تکمیل شده است.

در اکتبر 2023، گزارش شد که نیروهای دفاعی اسرائیل در حال بررسی استفاده از بمب های اسفنجی به عنوان وسیله ای غیر کشنده برای آب بندی تونل ها در طول تهاجم خود به نوار غزه هستند.

دولت مصر نیز این تونل ها را یک خطر امنیتی می داند. به گفته جوئل راسکین، استاد زمین شناسی در دانشگاه برایلان، مصر در سال 2013 تلاش کرد تا تونل های خاصی را در امتداد مرز غزه با پر کردن آنها با فاضلاب و تخریب خانه هایی که ورودی های آنها را پنهان کرده بود، ویران کند.